# Calibrazione altimetrica
La Calibrazione altimetrica o Calibrazione dell'altimetro è il valore della pressione atmosferica utilizzato per regolare la sottoscala di un altimetro a pressione in modo che indichi l'altezza di un aeromobile sopra una superficie di riferimento nota. Questo riferimento può essere la pressione media al livello del mare (QNH), la pressione presso un vicino aeroporto di superficie o il livello di pressione di 1.013,25 ettopascal che dà i livelli di volo standard.
L'impostazione QNH dell'altimetro è uno dei dati inclusi nei messaggi METAR delle stazioni meteo oltre alla pressione di superficie. Un'impostazione alternativa è QFE:
- QNH è l'impostazione dell'altimetro barometrico che fa sì che un altimetro legga l'elevazione del campo di volo sopra il livello medio del mare quando si trova sul campo di volo. In condizioni di temperatura ISA, l'altimetro leggerà l'altitudine sopra il livello medio del mare nelle vicinanze del campo di volo.
- QFE è l'impostazione dell'altimetro barometrico che fa sì che un altimetro legga zero quando si trova al dato di riferimento di un particolare campo di volo (in pratica, il dato di riferimento è un centro del campo di volo o una soglia pista). In condizioni di temperatura ISA, l'altimetro leggerà l'altezza sopra la soglia del campo di volo o della pista nelle vicinanze del campo di volo.

QNH e QFE sono codici Q arbitrari piuttosto che abbreviazioni, ma le espressioni mnemoniche inglesi "nautical height" ("altezza nautica") (per QNH) e "field elevation" ("elevazione del campo") (per QFE) sono spesso usate dai piloti per distinguerli.